# Zgodovina Ukrajine
Zgodovina Ukrajine zajema dogajanje na ozemlju današnje države Ukrajine od prazgodovine do danes.

## Prazgodovina, antika in zgodnji srednji vek
Prisotnost vrste homo sapiens v Ukrajini sega v leto 32.000 pr. n. št., kot izhaja iz najdb zgornjega paleolitika Gravettiano v Krimskih gorah.
Od leta 4500 pr. n. št. je kultura Cucuteni cvetela v deželah južne Evrope, zlasti v Tripiliji in v regiji med rekama Dneper in Dnester. 
Od 11. stoletja pr. n. št. so ozemlje današnje Ukrajine so naselili Kimerijci. V sedmem stoletju pr. n. št. so to ljudstvo izgnali skitski nomadi iranskega rodu, ki so živeli v regiji dolga stoletja, se organizirali v kraljestvu Skitije in zapustili pomembne arheološke ostanke. Njim smo dolžni pravzaprav tako imenovane kurgane, gomile in njihove znamenite komplete zlatih draguljev.
Od 2. stoletja pr. n. št. so Skiti trpeli pritisk drugih krvnih linij iranskih nomadov, skupaj imenovanih Sarmati, zlasti Jazigi in Rossolani.
Hkrati pa so bile od šestega stoletja pr. n. št. na obalah Črnega morja ustanovljene nekatere kolonije Mileta, vključno z Olbijo, Tirasom (danes Bilhorod-Dnistrovski) in Boristenom. Od 1. stoletja n. št. je Tiras užival zaščito rimskega cesarstva.
Okrog leta 230 so stepe južne Evrope napadli vzhodnogermanski Goti, ki so ostali na tem območju, dokler jih okoli leta 370 niso izgnali Huni. Huni so vladali regiji približno eno stoletje. 
Po letu 550 so se Avari pod pritiskom göktürka premaknili proti zahodu in se za približno stoletje naselili na stepskem območju med današnjo južno Rusijo in Ukrajino, preden so se premaknili bolj proti zahodu, čeprav se je njihov vpliv razširil vse do konca reke Dneper v zahodni Ukrajini.
Okoli leta 630 je sedanja vzhodna Ukrajina postala ozemlje protobolgarskega kanata. Leta 668 so Bolgare izgnali Hazari, ki so dali življenje večstoletnemu kanatu, na območje vzhodne Ukrajine pa so se naselili Madžari, povezani s Hazari, ki so prišli iz uralskih območij in imenovali območje Levédia. Okoli devetega stoletja sledi na območju današnje Ukrajine prihod Pecenegov, organiziranih v osem plemenskih kneževin, povzročil dve razseljenosti madžarskega ljudstva, najprej približno 70 let na območju, ki ga sami imenujejo Etelköz, nato pa prečkanje Karpatov in osvajanje Panonske nižine. 

## Kijevska Rusija
Slovanski narodi so živeli v gozdovih severne Ukrajine vsaj od 6. stoletja. Proti sredini 9. stoletja so se naselili elementi skandinavskega ljudstva Rusov, ki so pripadali veliki skupini Varagov, iz katerih so izhajale tudi druge normanske rodovine, ki so prekrivale Slovane. Rurikov sorodnik Oleg je leta 882 združil vse ruske dežele in postavil glavno mesto svojega kraljestva v Kijev: to je bila država, ki se je v tem obdobju imenovala Kijevska Rusija. Imeni Rusija in Rusi so šele kasneje prevzeli sodobni Belorusi in Rusi ter v kontekstu Kijevske Rusije ne označujeta iste države/ljudi. Rusi so dolgo časa sestavljali vojaško in politično elito regije, vendar so se hitro slavizirali in prevzeli iste tradicije kot ostalo prebivalstvo. Združitev tako velikega ozemlja pod enotno oblastjo je dve stoletji prinesla veliko blaginjo kijevski regiji, ki je postala obvezna trgovska točka ob reki Dneper, med Baltskim in Črnim morjem, prevažali so dragoceno blago, kot so krzno, vosek, med, morževi okli in sužnji iz današnje Belorusije.
Svjatoslava, Igorjevega sina, so leta 972 ubili Pecenegi, zavezniki Bizantinskega cesarstva, ki so zasedli južni del današnje Ukrajine. 
Leta 988 se je Vladimir I vrnil iz kraljestva Kijevske Rusije z vsem svojim ljudstvom spreobrnil v carigradsko krščanstvo, se poročil z Ano, sestro bizantinskega cesarja Bazilija II. in tako se je začelo obdobje močnega bizantinskega vpliva na kulturo kraljestva (prej se je verjetno začelo leta 957). Nekaj časa je bila pokristjanjevanje Kijevske Rusije le fasada, toda pravoslavna cerkev je imela možnost vstaviti svoje predstavnike v upravljanje naselij Kijevske Rusije in vplivati na dogodke.
Jaroslav je leta 1036 dokončno premagal Pečenege. Nato so v stepe vdrli Kumani. Zaradi nenehnih vdorov nomadskega turško govorečega prebivalstva (Peceneghi in Cumani), ki so izvajali napade proti Rusom, se je slovansko prebivalstvo selilo na sever, proti varnejšim gozdom, a naseljeno z uralskim prebivalstvom (ugro-finski).
V začetku 12. stoletja je regija doživela obdobje nazadovanja: verjetno zaradi previsokih davkov, sporov med plemiči in ponavljajočih se napadov sosednjih nomadskih ljudstev številni prebivalci zapustili regijo, da bi kolonizirali druge dežele, ki so bile na severu, vzhodno ob Volgi, naseljeno z (ugrofinsko) populacijo. Poskusi vladarjev, da bi zajezili demografski upad, so na ozemlje uvedli prebivalstvo okoliških step, ki je kot prej nomadi začelo živeti trajnejši način življenja.  
Leta 1054 je Kijevska Rusija razpadla na neodvisne kneževine. Današnja Ukrajina je bila razdeljena med kneževine Halicz ali Galicija, Volinija ali Vladimir Volinskji, Černigov, Novgorod Severskji, Perejaslav in Kijev. Takrat se je prvič pojavilo ime Ukrajine, ki se je uporabljalo za označevanje ozemlja, ki je podvrženo Perejaslavu.

## Mongolsko obdobje
V trinajstem stoletju so evrazijske stepe pretresli vpadi Mongolov, zlasti leta 1240, ko je bil opustošen Kijev. Mongoli niso neposredno osvojili slovanskih kneževin, ampak so jih označili za vazale in jih podvrgli plačilu davka (kot v primeru kneževine Galicija-Volinija). Namesto tega so Kumani vladali neposredno. 
Okrog sredine trinajstega stoletja se je evropski del mongolske oblasti osamosvojil pod imenom kanat Zlate horde. Ukrajinske kneževine so ostale njene pritoke približno stoletje. 
Med letoma 1362 in 1399 sta litovska velika vojvoda Algird in Vitoldo osvojila velik del današnje Ukrajine, vse do obal Črnega morja, in tako končala kneževine, dediče Kijevske Rusije. Medtem se je leta 1386 po Krewski uniji Litva pridružila Kraljevini Poljski, ki je prevzela Galicijo ali Malo Poljsko.
Ozemlja, ki so ostala v rokah Zlate horde, so okoli leta 1430 oblikovala Krimski kanat.

## Poljska vladavina
Konec 15. stoletja je prišlo do velikega vala priseljevanja pravoslavnih izgnancev in beguncev, splošno imenovanih kozaki (beseda, ki je v turščini pomenila »nomad« ali »svoboden«), ki so se združevali v skupino napol nomadskih plemen ob rekah Don in Dneper.
V zgodnjem novem veku je bila večina ozemlja današnje Ukrajine glede na meje, ki so se skozi čas spreminjale, razdeljena med Veliko litovsko kneževino (kasneje del poljsko-litovske državne skupnosti), Moskovsko veliko kneževino (od 1547 Rusko carstvo in od 1721 Ruski imperij) in Krimski kanat, vazalno državo Osmanskega cesarstva. 
Poljski del je bil razdeljen na Rutensko, Belško, Volinsko, Podolsko, Kijevsko, Černigovsko in Bracławsko vojvodstvo.
Poleg tega sta dva dela današnje Ukrajine pripadala drugim državam: Zakarpatska Rutenija je bila del Ogrske in torej habsburške gospoščine; medtem ko sta današnja Črnoviška oblast in jugozahodni del Odese, imenovan Budžak, pripadala kneževini Moldaviji, ki je plačevala davke Osmanskemu cesarstvu.
Med letoma 1583 in 1657 so bili zaporoški kozaki podvrženi poljski kroni kot del Kijevskega vojvodstva. Leta 1648 se je Bogdan Hmelnicki razglasil za atamana kozakov in vodil upor proti Poljski, ki se je končal z ustanovitvijo avtonomne kozaške države, sprva vazalne države Poljske. Leta 1654 je Hmelnicki sklenil zavezništvo z ruskim carstvom (Perejaslavski sporazum), vendar je Hetmanat ostal poljski vazal. Po Andrusovskem sporazumu leta 1667 je bila kozaška država razdeljena vzdolž Dnepra: zahodna polovica je bila vazalna Poljakom, vzhodna pa Rusom. V poljskem delu je bil hetmanat med letoma 1699 in 1704 zatrt.
Leta 1708 se je ataman Ivan Mazepa uprl Rusom s podporo Švedov, ki so med veliko severno vojno napadli Ukrajino. Upor je Peter Veliki krvavo zatrl.
Leta 1764 je kozaško državo zatrla Katarina II. in jo priključila ruskemu ozemlju.
Ukrajina je zaradi svoje geografske lege igrala pomembno vlogo v vojnah med Vzhodno Evropo in Osmanskim cesarstvom, ki je moralo po več vojnah z Ruskim carstvom med letoma 1774 in 1784 prepustiti polotok Krim Rusiji. Približno v istih letih, po razdelitvi Poljske, med letoma 1772 in 1795, so bila poljska ozemlja, naseljena z Rutenci, razdeljena med Avstrijo (Galicija in Lodomirija z Lvovom) in Rusijo (Volinija in Podolija).

## Rusko carstvo
Znotraj Ruskega carstva je bila današnja Ukrajina razdeljena na Malo Rusijo (Kijevska, Harkovska, Poltavska in Černigovska gubernija), Južno Rusijo (Ekaterinoslavska, Hersonska, Tavridska in deloma Besarabijska gubernija) in Zahodno Rusijo (Volinska in Podolska gubernija).
Ukrajinski podložniki Avstrijskega cesarstva (kasneje Avstro-Ogrske) so se imenovali Rusini in so bili razdeljeni med Kraljevino Galicijo in Lodomirijo, Bukovino in Ogrsko.  
Kljub obljubam o avtonomiji, ki jih je vseboval Perejaslavski sporazum, ukrajinska elita in kozaki nikoli niso prejeli svoboščin, ki so jih pričakovali od Ruskega carstva. Vendar pa so Ukrajinci znotraj imperija lahko dosegli najvišje ravni hierarhije in Ruske pravoslavne cerkve. 
V zadnjem obdobju je carski režim izvajal politiko rusifikacije ukrajinskih dežel, pri čemer je zatiral uporabo ukrajinskega jezika v tisku in javnosti. V habsburškem cesarstvu je bila do Rusinov večja strpnost.
V istem obdobju je Ukrajina postala »žitnica Evrope«, Odesa, pristanišče za pošiljanje žita, pa je bila največje ukrajinsko mesto in četrto največje v Ruskem carstvu. Kijev in Harkov sta bila središči tekstilne industrije. Lvov je bil četrto največje mesto Avstro-Ogrske.

## Sovjetsko obdobje
Med letoma 1917 in 1922, po ruski revoluciji, je bilo dolgo obdobje državljanske vojne in anarhije z nenehnimi menjavami frakcij na oblasti. To obdobje je zaznamoval obstoj več ločenih državnih enot: na ukrajinsko govorečih avstro-ogrskih ozemljih je bila razglašena Zahodnoukrajinska ljudska republika, na območju, ki je pripadalo Ruskemu imperiju, pa sta se spopadli Ukrajinska ljudska republika z glavnim mestom Kijevom in Ukrajinska sovjetska socialistična republika s prestolnico Harkovom. Kijevsko ljudsko republiko je priznalo Nemško cesarstvo, ki je z brest-litovskim sporazumom naložilo priznanje boljševikom. Od leta 1918 je bilo tu tudi središče Bele garde.
Po koncu obdobja hudih spopadov je Riški mir Galicijo in Volinijo dodelil Poljski, preostanek države je prevzela Sovjetska zveza, leta 1922 pa se je Ukrajina uradno pridružila ZSSR kot Ukrajinska sovjetska socialistična republika. Rusinsko govoreča ozemlja Avstro-Ogrske so bila po kratkotrajnem obstoju neodvisnih republik (Lemkovsko-rusinska republika, Guculska republika) razdeljena med Poljsko (današnja Lvovska, Volinska, Rovnska, Ivano-Frankivska in Ternopilska oblast), Češkoslovaško (Zakarpatska oblast) in Romunijo (današnja Črnoviška oblast). Ta ozemlja so Ukrajini (in torej Sovjetski zvezi) pripadla šele po drugi svetovni vojni.
Med letoma 1932 in 1933 je Ukrajino prizadela katastrofalna lakota, znana kot gladomor (ukrajinsko Голодомор, Golodomor), ki je v državi terjala med 5 in 6 milijonov žrtev.
Potem ko sta septembra 1939 nacistična Nemčija in Sovjetska zveza napadli Poljsko, se je ozemlje Ukrajinske SSR razširilo proti zahodu. Med letoma 1941 in 1944 so Ukrajino zasedle nemške in italijanske sile osi v okviru ruske kampanje. Nacistična Nemčija je na njenem ozemlju ustanovila Rajhskomisariat Ukrajino. Več kot 30.000 Ukrajincev se je vpisalo v organizacijo Waffen-SS v protiboljševiški in protiruski vlogi ter sodelovalo tudi pri holokavstu v Ukrajini. V tem kontekstu je bila tudi nacionalistična in osamosvojitvena dejavnost ukrajinske vstajniške vojske proti Rdeči armadi. Leta 1945 je Ukrajinska SSR postala ena od ustanovnih članic Združenih narodov. 
Leta 1954 je ZSSR ob praznovanju »300 let prijateljstva med Ukrajino in Rusijo« (ki je sovpadalo s perejaslavskim mirom) pod vodstvom Nikite Hruščova odločila odvzeti Krim Rusiji in ga priključiti nazaj Ukrajini. 
V sovjetskem obdobju je velik industrijski razvoj doživel Doneški premogovni bazen, kar je premaknilo gospodarsko ravnovesje Ukrajine v prid vzhodnejših in rusko govorečih območij. 
26. aprila 1986 se je v jedrski elektrarni Černobil v bližini Pripjata zgodila nesreča, ki je imela katastrofalne posledice tako v smislu umrlih in ranjenih kot tudi v smislu gospodarske škode in onesnaženja. Posledice nesreče je v državi čutiti še danes. 

## Samostojna Ukrajina
Med razpadom Sovjetske zveze je novi parlament 16. julija 1990 sprejel Deklaracijo o suverenosti Ukrajine. Deklaracija je določila načela samoodločbe Ukrajine, demokracije, politične ekonomije in neodvisnosti, prednost ukrajinskega prava na ukrajinskem ozemlju pred sovjetskim pravom. Mesec dni prej je podobno deklaracijo sprejel parlament Ruske sovjetske federativne socialistične republike. Začelo se je obdobje konfrontacije med osrednjo sovjetsko in novo republiško oblastjo. Po neuspelem avgustovskem državnem udaru je ukrajinski parlament 24. avgusta 1991 sprejel zakon o neodvisnosti Ukrajine, s katerim je parlament razglasil Ukrajino za samostojno demokratično državo.
Referendum in prve predsedniške volitve so potekale 1. decembra 1991. Tega dne je več kot 90 % volivcev podprlo zakon o osamosvojitvi, za predsednika parlamenta pa je bil izvoljen Leonid Kravčuk, ki je nato postal tudi prvi predsednik države. S srečanjem v Brestu v Belorusiji 8. decembra, čemur je sledilo srečanje v Alma Ati 25. decembra, so voditelji Belorusije, Rusije in Ukrajine uradno razglasili razpad Sovjetske zveze in ustanovili Skupnost neodvisnih držav.
Po samostojnosti je bila Ukrajina jedrska sila s 3. največjo zalogo jedrskega orožja na svetu. Leta 1994 je v zameno za garancije ozemeljske celovitosti in varnosti s podpisom Budapeškega memoranduma Rusiji predala vso jedrsko orožje.
Po 2. krogu predsedniških volitvev leta 2004, pri katerem so se pojavili sumi obsežne volilne prevare s strani zmagovalnega kandidata Viktorja Janukoviča, so v Ukrajini izbruhnili množični protesti. Po mesecu protestov so bile volitve razveljavljene ter ponovljene, tokrat z zmago protikandidata Viktorja Juščenka. Dogodki so bili poimenovani Oranžna revolucija.
Dolgotrajna kriza v državi se je začela 21. novembra 2013, ko je takratni predsednik Viktor Janukovič prekinil priprave na izvajanje pridružitvenega sporazuma z Evropsko unijo. Ta odločitev je povzročila množične proevropske proteste Evromajdan ter sledečo Revolucijo dostojanstva. Februarja 2014 se je začela rusko-ukrajinska vojna, ko so ruske sile okupirale polotok Krim. Konec februarja so nemiri zajeli večinoma rusko govoreče vzhodne in južne predele Ukrajine, od koder je Janukovič črpal večino podpore. V pretežno etnični ruski ukrajinski avtonomni pokrajini Krim je Rusija izvedla mednarodno nepriznan referendum in ga 18. marca 2014 aneksirala Krim. Mednarodna skupnost Krim priznava kot del Ukrajine. V Donecki in Luganski oblasti na vzhodu Ukrajine se je začela vojna v Donbasu, v kateri so proruski separatisti s politično in vojaško podporo Rusije razglasili mednarodno nepriznani republiki DLR in LLR. Vojna je negativno vplivala na ukrajinsko gospodarstvo. 24. februarja 2022 je Rusija sprožila obsežno invazijo na državo, ki še traja.